# 工藤力男
工藤力男（くどう りきお、1938年 - ）は、日本の日本語学者。

## 経歴
1938年、秋田県秋田市新屋で生まれた。金沢大学法文学部を卒業し、京都大学大学院文学研究科に進んだ。修士課程を修了。
修了後は愛知県・大阪府の高等学校教諭を経て、広島女子大学文学部助教授に就いた。岐阜大学教育学部助教授に転じ、後に同教授昇格。1994年、成城大学文芸学部教授に就いた。2009年に成城大学を定年退職。

## 著書
単著
- 『萬葉集校注拾遺』笠間書院 2008
- 『かなしき日本語』笠間書院 2009
- 『日本語に関する十二章：詫びる?詫びない?日本人』和泉書院(和泉選書) 2012
- 『季語の博物誌』和泉書院 2017
- 『和名類聚抄地名新考：畿内・濃飛』和泉書院(いずみ昴叢書) 2018
- 『葭の髄からのぞく日本語』和泉書院(和泉選書) 2020

著作集
- 『日本語史の諸相：工藤力男論考選』汲古書院 1999
- 『日本語学の方法 工藤力男著述選』汲古書院 2005

校注
- 『万葉集』(新日本古典文学大系) 佐竹昭広・大谷雅夫・山崎福之・山田英雄共編、岩波書店 1999-2003
  - 岩波文庫

## 参考
- 和泉選書　日本語に関する十二章―詫びる？詫びない？日本人 工藤力男著 2024年5月閲覧
- 工藤力男教授退職記念 成城国文学論集 2009-03